# Tuttle (Dakota del Norte)
Tuttle es una ciudad ubicada en el condado de Kidder en el estado estadounidense de Dakota del Norte. En el censo de 2010 tenía una población de 80 habitantes y una densidad poblacional de 123,06 personas por km².

## Geografía
Tuttle se encuentra ubicada en las coordenadas 47°8′40″N 99°59′36″O / 47.14444, -99.99333. Según la Oficina del Censo de los Estados Unidos, Tuttle tiene una superficie total de 0.65 km², de la cual 0.65 km² corresponden a tierra firme y (0%) 0 km² es agua.

## Demografía
Según el censo de 2010, había 80 personas residiendo en Tuttle. La densidad de población era de 123,06 hab./km². De los 80 habitantes, Tuttle estaba compuesto por el 100% blancos, el 0% eran afroamericanos, el 0% eran amerindios, el 0% eran asiáticos, el 0% eran isleños del Pacífico, el 0% eran de otras razas y el 0% pertenecían a dos o más razas. Del total de la población el 0% eran hispanos o latinos de cualquier raza.